# Матница
Матница или Мтница (грч. Μακρινίτσα, Макриница) је насељено место у општини Синтика у периферији Средишња Македонија, Грчка. Према попису из 2021. године било је 142 становника.
Према бугарском географу и историчару, Василу Канчову, у Матници је 1900. године живело 900 Турака и 750 Словена хришћана. Године 1924. турско становништво је принудно исељено у Турску и око 70 словенских породица у Бугарску (275 особа). На њихово место су насељене 122 грчке избегличке породице, укупно 443 особа. На попису из 1028. Матница је имала 573 становника, од чега су Грци били апсолутна већина.